# Königsmoos
Königsmoos är en kommun och ort i Landkreis Neuburg-Schrobenhausen i Regierungsbezirk Oberbayern i förbundslandet Bayern i Tyskland.
Kommunen bildades 1 januari 1975 genom en sammanslagning av kommunerna Klingsmoos, Ludwigsmoos och Untermaxfeld.